# Saint-Pardoux-Soutiers
Saint-Pardoux-Soutiers ist eine französische Gemeinde mit 1.872 Einwohnern (Stand: 1. Januar 2022) im Département Deux-Sèvres in der Region Nouvelle-Aquitaine. Sie gehört zum Kanton La Gâtine und zum Arrondissement Parthenay.
Sie entstand als Commune nouvelle mit Wirkung vom 1. Januar 2019 durch die Zusammenlegung der bisherigen Gemeinden Saint-Pardoux und Soutiers, die in der neuen Gemeinde den Status einer Commune déléguée haben. Der Verwaltungssitz befindet sich im Ort Saint-Pardoux.

## Geographie

### Lage
Die Gemeinde liegt rund zehn Kilometer südwestlich von Parthenay.

### Nachbargemeinden
Umgeben ist Saint-Pardoux-Soutiers von den Nachbargemeinden Le Tallud im Norden, Pompaire im Nordosten, Beaulieu-sous-Parthenay im Osten, Vouhé im Südosten, Mazières-en-Gâtine und Saint-Marc-la-Lande im Süden, La Boissière-en-Gâtine im Südwesten, Allonne im Westen sowie Azay-sur-Thouet im Nordwesten.

### Gemeindegliederung
| Ortsteil                          | ehemaliger INSEE-Code | Fläche (km²) | Einwohnerzahl zum 1. Januar 2022 |
| --------------------------------- | --------------------- | ------------ | -------------------------------- |
| Saint-Pardoux (Verwaltungssitz)00 | 79285                 | 34,24        | 1.608                            |
| Soutiers                          | 79318                 | 05,43        | .0264                            |

### Gewässer
An der östlichen Gemeindegrenze verläuft der Fluss Viette, ein Nebenfluss des Thouet.